# Uklejnica
Uklejnica – część wsi Gawin w Polsce, położona w województwie kujawsko-pomorskim, w powiecie włocławskim, w gminie Chodecz.
Jeszcze w połowie wieku XIX Uklejnica była jedynie młynem wodnym, ustawionym na strumieniu wpadającym do Jeziora Szczytnowskiego.
W latach 1975–1998 Uklejnica administracyjnie należała do województwa włocławskiego.